# Такси (филм, 1953)
Вижте пояснителната страница за други значения на Такси.
„Такси“ (на английски: Taxi) е американска драма от 1953 г. на режисьора Грегъри Ратоф, по сценарий на Ди Ем Маршман младши и Даниел Фукс, и по сюжета на Ханс Джейкъби и Фред Брейди. Той е базиран на френския филм „Адресът неизвестен“ от Алекс Джофи и Жан-Пол Ле Шанойс. Във филма участват Дан Дейли и Констанс Смит. Премиерата на филма се състои на 21 януари 1953 г. и е разпространен от „Туентиът Сенчъри Фокс“.

## Актьорски състав
- Дан Дейли – Ед
- Констанс Смит – Мери
- Марк Робъртс – Джим
- Нива Патерсън – Мис Милард